# Maid of Salem
Maid of Salem (bra: A Donzela de Salém) é um filme estadunidense de 1937, do gênero drama histórico, dirigido por Frank Lloyd, e estrelado por Claudette Colbert e Fred MacMurray. O roteiro de Walter Ferris, Bradley King e Durwad Grinstead foi baseado em uma história da própria King.
A trama retrata a história de uma moça que envolve-se romanticamente com um aventureiro e é acusada de bruxaria. Este foi o terceiro dos sete filmes que Colbert e MacMurray co-estrelaram juntos.
Devido ao seu apelo a públicos distintos, Colbert e MacMurray foram considerados escolhas inadequadas para a dupla central do filme, o que resultou no seu fracasso nas bilheteiras. Em Nova Iorque, uma das exibições da produção foi marcada por vaias e teve sua projeção abruptamente interrompida, pois a plateia ansiava pela apresentação de Benny Goodman e sua orquestra, a verdadeira atração da noite.

## Sinopse
No ano de 1692, em Salém, Massachusetts, o envolvimento amoroso entre Barbara Clarke (Claudette Colbert) e o aventureiro Roger Coverman (Fred MacMurray) provoca um escândalo na cidade. Após a fofoqueira Ann Goode (Bonita Granville), em busca de vingança por ser punida por roubar um livro de bruxaria, levantar suspeitas e colocar a culpa em Barbara, os anciãos locais acusam a moça de bruxaria, desencadeando perigos iminentes.

## Elenco
- Claudette Colbert como Barbara Clarke
- Fred MacMurray como Roger Coverman
- Harvey Stephens como Dr. John Harding
- Gale Sondergaard como Martha Harding
- Louise Dresser como Ellen Clarke
- Benny Bartlett como Timothy Clarke
- Edward Ellis como Ancião Goode
- Beulah Bondi como Abigail Goode
- Bonita Granville como Ann Goode
- Virginia Weidler como Nabby Goode
- Donald Meek como Ezra Cheeves
- E.E. Clive como Bilge
- Halliwell Hobbes como Jeremiah
- Pedro de Cordoba como Sr. Morse
- Madame Sul-Te-Wan como Tituba
- Lucy Beaumont como Rebecca, a enfermeira
- Henry Kolker como Laughton, o Chefe de Justiça da Coroa
- William Farnum como Sewall, o Juiz da Coroa
- Ivan F. Simpson como Reverendo Parris
- Brandon Hurst como Homem do Dízimo
- Sterling Holloway como Miles Corbin, o pastor de vacas
- Zeffie Tilbury como Goody Hodgers
- Babs Nelson como Baby Mercy Cheeves
- Mary Treen como Susy Abbott
- J. Farrell MacDonald como Capitão do Navio
- Stanley Fields como Primeiro Oficial
- Lionel Belmore como Taverneiro
- Wally Albright como Jasper (não-creditado)
- Russell Simpson como Marechal da Aldeia (não-creditado)

## Recepção
Escrevendo para o jornal The Spectator em 1937, Graham Greene deu uma crítica moderadamente positiva ao filme, descrevendo o diálogo como "pomposamente da época" e elogiando a história por permitir que "um pouco de horror autêntico ... se insinue".

## Mídia doméstica
Em 2009, a Universal Vault Session lançou o filme como parte da box set "The Claudette Colbert Collection", que incluiu "Three-Cornered Moon" (1933), "I Met Him in Paris" (1937), "Bluebeard's Eighth Wife" (1938), "No Time for Love" (1943) e "The Egg and I" (1947).